# Baziani
Baziani (en persa: بازياني‎, también romanizado como Bāzīānī)  es una aldea ubicada en el distrito rural de Haft Ashiyan, distrito de Kuzaran, condado de Kermanshah, provincia de Kermanshah, Irán. En el censo de 2006, su población era de 87 habitantes, con 19 familias.